# God Among Insects
A God Among Insects egy 2004-től 2008-ig működött svéd death metal supergroup volt. Tagjai: Emperor Magus Caligula és Lord K. Philipson (Dark Funeral), Tomas Elofsson (Sanctification, In Battle és Those Who Bring the Torture), valamint Tobias Gustafsson (Vomitory). 
2004-ben alakultak meg Stockholmban. Már ebben az évben kiadták legelső nagylemezüket. 2006-ban piacra dobták második stúdióalbumukat is. 2008-ban feloszlottak. 
Fő témáik a halál, a kereszténység tagadása és a zombik.

## Diszkográfia
- World Wide Death (nagylemez, 2004)
- Zombienomicon (nagylemez, 2006)